# Идальго

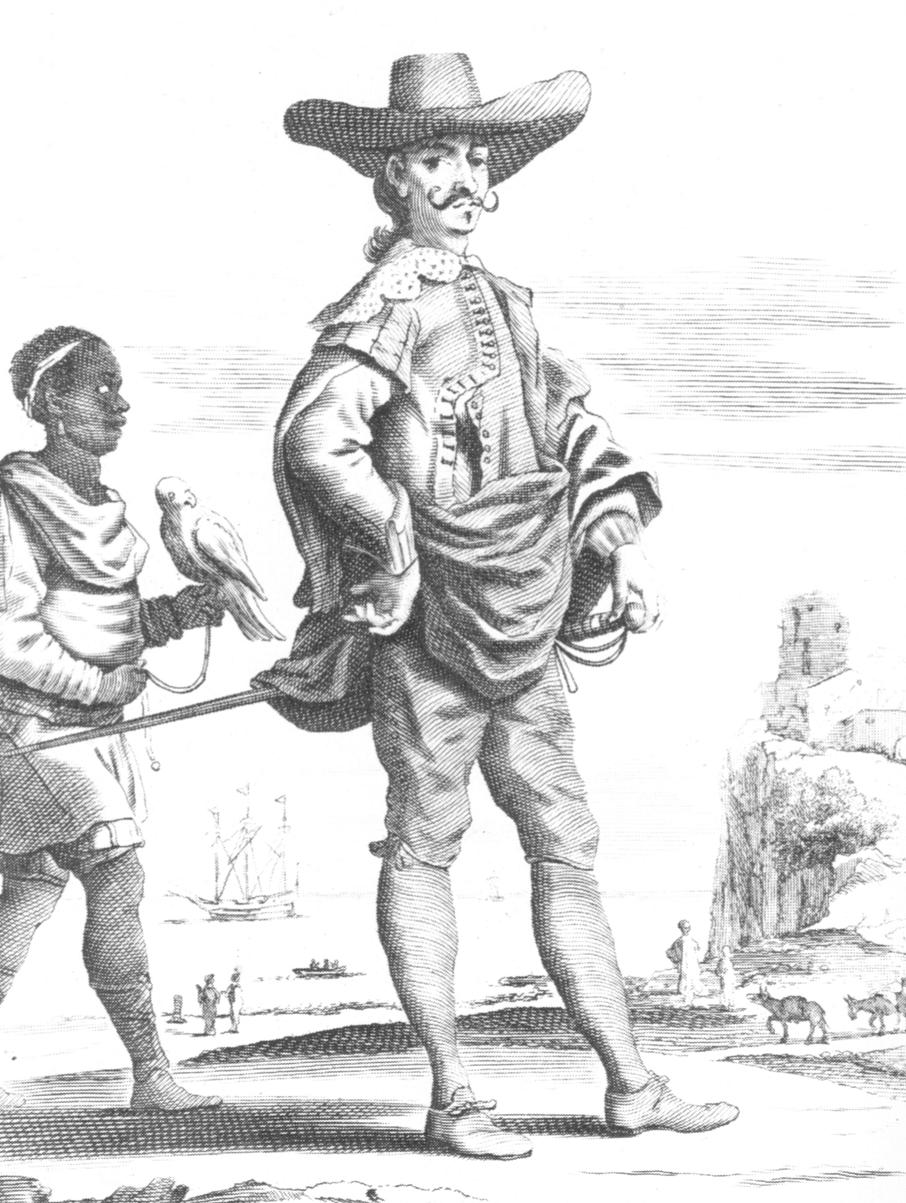
Французское изображение идальго в испанских колониях (XVI век)

Ида́льго (исп. hidalgo от hijo de algo — букв. «сын откуда-то») — в средневековой Испании человек, происходящий из благородной семьи и получающий свой особый статус по наследству, передававшийся только по мужской линии. Для доказательства принадлежности к идальго требовалось привести пять свидетелей, которые подтвердили бы, что прадед этого человека имел подобный статус; не менее трёх человек из свидетелей должны были также быть идальго. Обладатели этого статуса освобождались от многих налогов, не могли быть подвергнуты казням, считавшимся позорными, — повешение, сожжение, четвертование, растерзание животными. Лишить идальго его статуса было невозможно. С XV века термин «идальго» фактически стал заменой термину «кабальеро». В Португалии титул имел название «фидалгу» (порт. fidalgo).

## Появление термина
Термин hidalguía возник в X веке в эпоху реконкисты. К этому времени в документах королевства Леон появляется слово infanzón, подразумевавшееся синонимом испанского слова caballero и латинского miles, в свою очередь обозначавших «рыцаря». Эти люди являлись вассалами крупных магнатов или церковных феодалов, управляя собственными владениями на правах мелкой знати. В это время стать представителем данного класса можно было благодаря выполнению и финансированию воинской повинности.
Только к середине XII века теоретически эта каста стала закрытой, основываясь на происхождении. Кабальеро являлись доминирующей силой в политике, обществе и культуре в приграничных городах около мусульманских государств Испании. Из их рядов формировались представители городов и посёлков для участия в созываемых королями кортесах. Именно в этот период данный класc вместе с высшим дворянством начал называться идальго.

## Типы идальго
Идальго по крови (hidalgos de sangre) являются те, кто не помнит о своём происхождении и нет какого-либо документа упоминания о королевском жаловании, или, другими словами, «благородный с незапамятных времён».

Геральдическая корона идальго.

Чтобы именоваться идальго по происхождению (hidalgos solariego), нужно было доказать, что все твои бабушки и дедушки были идальго. Наследственные идальго считались самыми благородными и самыми уважаемыми. Также данное звание можно было получить за выдающиеся заслуги.
Hidalgos de bragueta получали освобождение от уплаты налога за семерых сыновей в юридическом браке.

## Идальго в литературе
В литературе идальго, как правило, изображается как человек благородного происхождения, который потерял почти всё состояние его семьи, но всё ещё сохраняет привилегии и почести дворянства. Примером вымышленного идальго является Дон Кихот, который получил прозвище «Хитроумный идальго» от его создателя Мигеля де Сервантеса. В романе Сервантеса «Дон Кихот» главный герой сатирически представляет себя в качестве hidalgo de sangre и стремится жить жизнью странствующего рыцаря, несмотря на тот факт, что его материальное положение не позволяет ему по-настоящему это сделать.
Идальго был также дон Хосе, главный герой новеллы Проспера Мериме «Кармен».